# 老城站 (布拉格地铁)
老城站是布拉格地铁A线的一座车站。“Staroměstská”一词在捷克语中是“老城”的意思。老城站位于布拉格老城广场。